# 1-я Квесисская улица
1-я Квеси́сская у́лица (до 12 августа 1924 года — 1-я Богоро́дицкая у́лица) — улица в Северном административном округе города Москвы на территории Савёловского района.

## История
Получила современное название в память об участнике боёв на подступах к Кремлю 1917 года Юлиусе Кве́сисе (1892/1896—1918). До 12 августа 1924 года называлась 1-я Богоро́дицкая у́лица по церкви Рождества Богородицы в Бутырках (построена в 164—1647 годах, после чего село Бутырки стало называться Рождество на Дмитровской дороге). В 1987 году была упразднена, восстановлена в 1990-х годах.

## Расположение
Проходит на запад от Бутырской улицы (отделена от Бутырской улицы жилым домом, проезда нет), пересекает Вятскую улицу, с севера к ней примыкает Раздельная улица, далее с юга — 2-й Нижнемасловский переулок, затем 1-я Квесисская улица пересекает Башиловскую улицу, Полтавскую улицу и 1-ю улицу Бебеля и оканчивается, не доходя до Петровско-Разумовского проезда. Между улицей Нижняя Масловка, Башиловской улицей и 1-й Квесисской улицей расположена площадь Зденека Неедлы. Нумерация домов начинается от Бутырской улицы.

## Примечательные здания и сооружения
По чётной стороне:
- д. 8 — ГБУЗ «Городская поликлиника № 6 ДЗМ», филиал № 1
- д. 18 — торговый комплекс «Бутырский»
- Д. 28 – ОВД Москвы по Савёловскому району

## Транспорт

### Наземный транспорт
По 1-й Квесисской улице не проходят маршруты наземного общественного транспорта. У западного конца улицы расположены остановки «Петровско-Разумовский проезд» автобусов 82, 427, т42 (на улице Нижняя Масловка), т29 (на 2-й Квесисской улице), у восточного, на Вятской улице, — остановка «Вятская улица» автобусов 427, т29 на Башиловской улице, у пересечения с 1-й Квесисской улицей, — остановка «Бутырский рынок» автобусов 72, 82, 384.

### Метро
- Станции метро «Савёловская» Серпуховско-Тимирязевской линии и «Савёловская» Большой кольцевой линии (соединены переходом) — восточнее улицы, на площади Савёловского Вокзала.

### Железнодорожный транспорт
- Савёловская Алексеевской соединительной линии Московской железной дороги — восточнее улицы, на площади Савёловского Вокзала.
- Савёловская (пассажирский терминал станции Москва-Бутырская Савёловского направления Московской железной дороги) — восточнее улицы, на площади Савёловского Вокзала.